# 代尔地区
代尔地区（法語：Pays du Der，法語發音：[pei dy dɛʁ]）是法国潮湿香槟地区（Champagne humide）的一个传统地区，主要城镇为代尔地区蒙捷。 